# Love Like This (álbum de The Summer Set)
Love Like This é o primeiro álbum da banda americana de pop punk, The Summer Set. Foi lançado em 13 de outubro de 2009.
O álbum foi relançado em 6 de julho de 2010, com um CD bônus chamado Love Like Swift com cinco músicas covers de Taylor Swift. 
Em 11 de abril de 2011, no Reino Unido, uma gravadora lançou Love Like This para o mercado europeu. Além das onze faixas da versão padrão, o lançamento também contou com uma versão acústica de Chelsea, gravado nos estúdios Hurley, os cinco covers das canções de Taylor Swift do álbum bônus Love Like Swift e outro cover de Taylor Swift, a faixa bônus do iTunes, Fifteen. No entanto, nesta versão, as faixas 1-11 são dominadas a partir de uma fonte de perdas onde a qualidade do áudio é significativamente inferior ao lançamento original nos Estados Unidos.

## Faixas
| N.º | Título                                    | Compositor(es)                                        | Duração |  |
| 1.  | "The Boys You Do (Get Back at You)"       | B. Dales, J. Gomez, J. Montgomery, S. Gomez, J. Bowen | 3:04    |  |
| 2.  | "Punch-Drunk Love"                        | B. Dales, J. Gomez, J. Montgomery, S. Gomez, J. Bowen | 3:10    |  |
| 3.  | "Chelsea"                                 | B. Dales, J. Gomez, J. Montgomery, S. Gomez, J. Bowen | 4:08    |  |
| 4.  | "Young"                                   | B. Dales, J. Gomez, J. Montgomery, S. Gomez, J. Bowen | 3:20    |  |
| 5.  | "Take It Slow"                            | B. Dales, J. Gomez, J. Montgomery, S. Gomez, J. Bowen | 2:55    |  |
| 6.  | "Can You Find Me?"                        | B. Dales, J. Gomez, J. Montgomery, S. Gomez, J. Bowen | 3:09    |  |
| 7.  | "Love Like This"                          | B. Dales, J. Gomez, S. Hollander, D. Katz             | 3:26    |  |
| 8.  | "Girls Freak Me Out"                      | B. Dales, J. Gomez, J. Montgomery, S. Gomez, J. Bowen | 2:45    |  |
| 9.  | "Passenger Seat"                          | B. Dales, J. Gomez, J. Montgomery, S. Gomez, J. Bowen | 3:49    |  |
| 10. | "This Is How We Live"                     | B. Dales, J. Gomez, J. Montgomery, S. Gomez, J. Bowen | 2:47    |  |
| 11. | "Where Are You Now? (feat. Dia Frampton)" | B. Dales, J. Gomez, J. Montgomery, S. Gomez, J. Bowen | 4:26    |  |

| Faixas bônus do Reino Unido |                                                |         |  |
| N.º                         | Título                                         | Duração |  |
| 12.                         | "Chelsea (Acústico)"                           | 2:44    |  |
| 13.                         | "You Belong With Me (Ao vivo)"                 | 4:31    |  |
| 14.                         | "Our Song (Ao vivo)"                           | 4:03    |  |
| 15.                         | "Forever and Always (Ao vivo)"                 | 3:47    |  |
| 16.                         | "I'm Only Me When I'm With You (Ao vivo)"      | 3:58    |  |
| 17.                         | "Love Story (feat. Brandon Wronski) (Ao vivo)" | 4:23    |  |
| 18.                         | "Fifteen (Ao vivo)"                            | 4:38    |  |

| Love Like Swift |                                      |                                 |         |  |
| N.º             | Título                               | Compositor(es)                  | Duração |  |
| 1.              | "You Belong With Me"                 | Taylor Swift, Liz Rose          | 4:31    |  |
| 2.              | "Our Song"                           | Taylor Swift                    | 3:31    |  |
| 3.              | "Forever and Always"                 | Taylor Swift                    | 3:47    |  |
| 4.              | "I'm Only Me When I'm With You"      | Taylor Swift, Orrall, Petraglia | 3:58    |  |
| 5.              | "Love Story (feat. Brandon Wronski)" | Taylor Swift                    | 4:23    |  |